# Francsek Imre (építész, 1891–1953)

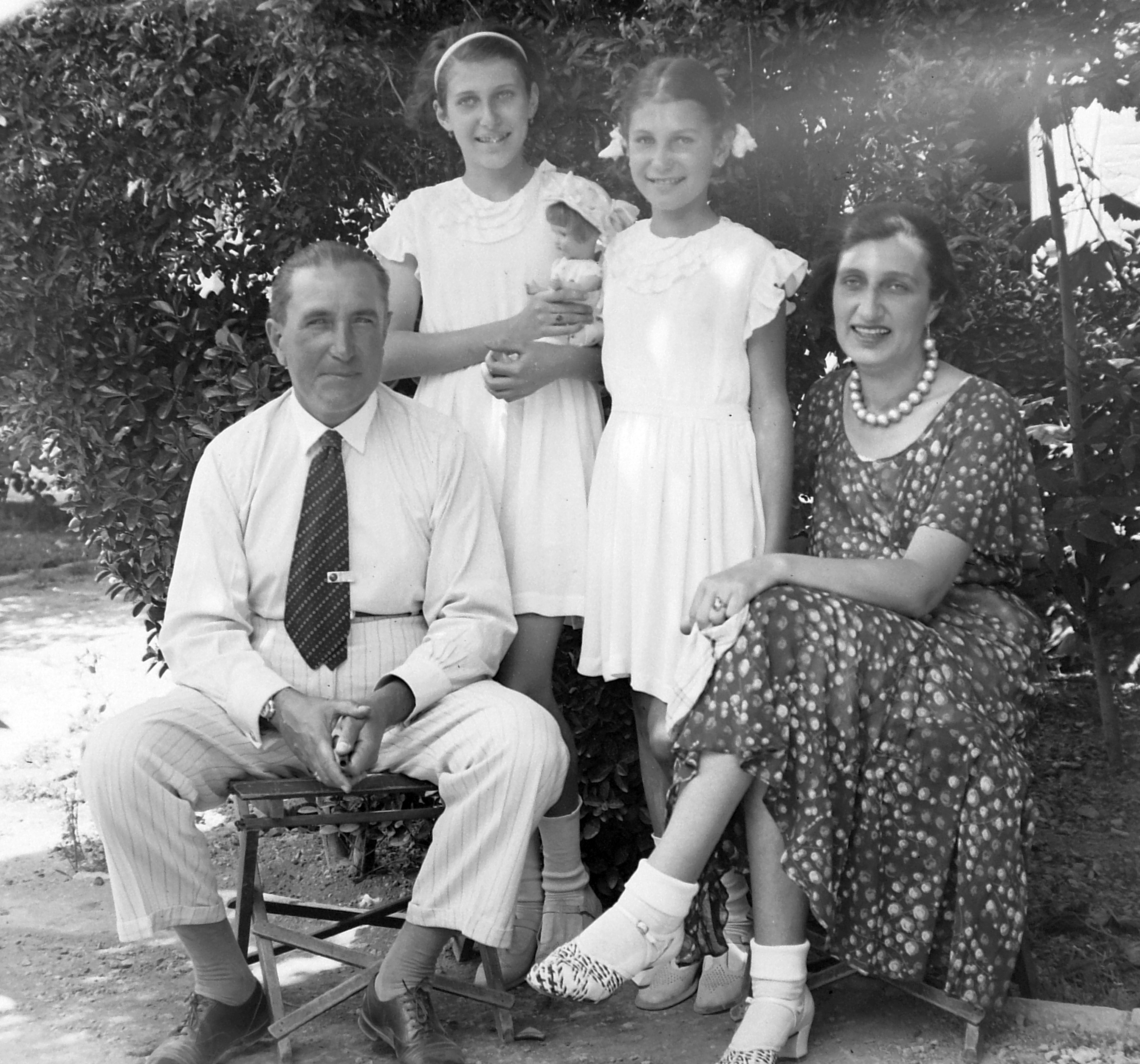
Ifj. Francsek Imre és családja (1935)

Ifjabb Francsek Imre (Budapest, 1891. március 27. – Szovjetunió, 1953 után) magyar építész, idősebb Francsek Imre fia, Saly Noémi nagyapja.

## Élete
1918-tól állt a főváros alkalmazásában. Az 1929-es nagy világgazdasági válság idején irodája tönkrement. Ezt követően Iránba, Teheránba vándorolt ki (később családja is követte) egy ott felkínált mérnöki állásra. Iránban több középületet, beleértve vasútállomásokat is tervezett.
1942-ben magyar állampolgársága miatt egy építkezésről szovjet katonák elhurcolták a Szovjetunióba. Az 1950-es években Kazahsztán területén raboskodott. 1953-ban állítólag innen egy szabaduló transzportra tették, de megérkezéséről már nem tudni. (Családja még a második világháború idején hazatért.)

## Ismert épületei
- 1924–1927:[4] Széchenyi gyógyfürdő bővítése és strandja, Budapest, Állatkerti körút 9–11.[3]
- 1927–1928: állami bérház, Budapest, Kinizsi u. 10.[5]
- 1932: kiállítási csarnok, Budapest, Városliget[3]
- ?: rendőrségi lakótelep, Budapest, Dagály u.[3]

### Tervben maradt épületek
- 1926: Székesfővárosi bérház, Budapest, Török u.[6]
- 1927: Szabó József utcai autóbuszgarázs, Budapest[7]
- 1928: Pécsi Ipartestület székháza, Pécs[8]